# 大不善地法
大不善地法，是佛教中，對於心所的一種分類，指一切與不善心共同升起的心所。

## 概論
大不善地法，意為不善的大地法，即是唯與一切不善心相應的心所。

## 說一切有部
在《大毗婆沙論》中，列舉五個心所，屬於大不善地法：
- 無明
- 惛沉
- 掉舉
- 無慚
- 無愧

在《俱舍論》中，列舉二個：
- 無慚
- 無愧